# Ванг Сјингхао
Ванг Сјингхао (кин: 王兴浩; Тајџунг, 5. јун 1999) тајванскокинески је пливач чија специјалност су трке мешовитим и слободним стилом на 200 и 400 метара.

## Каријера
На међународној сцени је дебитовао 2017. на Летњој Универзијади у Тајпеју где је био члан штафете домаћег тима Кинеског Тајпеја на 4×200 слободно. Годину дана касније наступио је на Азијским играма у Џакарти бгде је пливао у финалима на 200 мешовито и 4×200 слободно, те на светском првенству у малим базенима. 
На свом другом наступу на Универзијадама, у Напуљу 2019, освојио је бронзану медаљу на 200 мешовито и то је било његово прво одличје на међунаордним такмичењима тог нивоа. Две недеље касније по први пут је наступио на светским првенствима, а у корејском Квангџуу 2019. наступио је у чак четири дисциплине. У појединачним тркама на 200 и 400 мешовито заузео је 24, односно 20. место, а пливао је и у квалификационим штафетним тркама на 4×100 и 4×200 слободно.
На пливачком митингу у Хонгконгу одржаном средином августа 2019. успео је да исплива олимпијску норму и да се квалификује за наступ на ЛОИ 2020. у Токију.